# Месники (УПА)
Месники — военное подразделение (сотня, а затем курень) Украинской повстанческой армии действовавшее на территории Закерзонья, входило в состав 27-го тактического отделения «Бастион», который входил в состав военного округа № 6 «Сан», в группе УПА-Запад. Одно из самых известных подразделений УПА в Польше. Возглавил его бывший заместитель коменданта Украинской вспомогательной полиции в Раве-Русской — Иван Шпонтак-«Зализняк».
Название сотни в переводе с украинского языка означает «Мстители».

## Возникновение
История куреня «Месники» начинается в конце марта 1944 года. Существуют различные версии событий, которые привели к образованию этого подразделения Украинской повстанческой армии:
- Согласно одной из них, боёвка СБ-ОУН, переодевшись в советских партизан, имитировала нападение на полицейский участок в Раве-Русской и тем самым содействовала дезертирству 30 украинских полицейских[1].
- Согласно воспоминаниям Андрея Кордана, бывшего сотрудника вспомогательной полиции в Раве-Русской, бойца отряда Шпонтака и непосредственного участника тех событий, напечатанным в книге «Один патрон с обоймой. Воспоминания бойца УПА из куреня Зализняка», события разворачивались несколько иначе. Немецкое командование, обеспокоенное нередкими случаями дезертирства украинской полиции в ряды УПА, решило отправить (под конвоем 9 немецких жандармов во главе с лейтенантом) районную команду из города подальше от линии фронта, которая всё ближе приближалась. Колонна на подводах двигалась с Равы-Русской в направлении Любачува. По дороге к ней ещё присоединились полицейские из участка в селе Потелич. После этого на дороге, ведущей через лес, конвой был обстрелян из автоматического оружия украинскими партизанами. Полицейские, большая часть из которых накануне была предупреждена Иваном Шпонтаком о возможном нападении, мгновенно попрятались в рвы и на огонь не отвечали. Из немецких солдат спастись удалось только замыкающему колонну конному фельджандарму, который сумел убежать. После боя бывшие полицаи вместе с подводами под командованием Шпонтака отправились в лесные дебри, а конечной точкой их маршрута стал присёлок села Каменная Гора[2].

Так или иначе, эти действия были проведены по поручению и предварительному согласованию с ОУН (б) и так искусно, что после доклада уцелевшего фельджандарма немецкое командование было убеждено в том, что Шпонтак с подчинёнными все погибли или взяты в плен советскими партизанами. Высланный на поиски отряд, который состоял из представителей полиции и армии и усиленный танкетками, не нашёл ни одного их следа, поскольку все члены группы скрывались с помощью местной сети ОУН. Впоследствии районный командир украинской полиции поручик Штохмаль, коменданты станиц и фирманы с подводами были отпущены, поэтому около 10 полицейских вернулись к Раву-Русскую, а те, которые остались, после соответствующей проверки, которую проводил окружной проводник ОУН Иван Грабец (псевдоним «Гармаш»), вступили в ряды Украинской повстанческой армии.
Перед пасхальными праздниками повстанцы направились на постой в село Гораец (пол. Gorajec) Любачувского повята. Проводится пополнение подразделения новыми бойцами: приходят бойцы из отделений Украинской вспомогательной полиции с ряда городов юго-востока Польши, бывшие военнослужащие из немецких частей, в частности дивизии СС «Галичина», с других вспомогательных формирований: Веркшуц (нем. Werkschutz, подразделения вооружённой охраны промышленных объектов) и Баншуц (нем. Ordnungspolizei, полиция порядка), шуцполиция всей Львовщины, добровольцы из окружающих сёл и даже из Закарпатья. Согласно книге «Партизанскими дорогами с командиром „Зализняком“» 51 боец начального состава сотни были членами немецких коллаборационистских формирований: 31 полицейский (6 из которых поступили на эту службу по приказу ОУН), 17 дезертиров из дивизии СС «Галичина», 1 — из вермахта, и 2 члена «украинского легиона» (подразделение абвера, сформированное ещё в 1941 году).
Сотня «Зализняка» изначально насчитывала в своём составе 4 повстанческие четы, каждая из которых состояла из 3 роев. Командиром первой четы стал Иван Шиманский (псевдоним «Шум»), второй — Теодор Булас «Балай», третьей (по данным Кордана) — «Суслик», четвёртой — Григорий Мазур-«Калинович». Таким образом, на начало апреля 1944 сотня насчитывала уже в своём составе около 180 партизан и перешла к активным действиям. Командиром сотни стал Иван Шпонтак, ему присвоили звание старшего вистуна (старшего сержанта). В сотне также было отдельное миномётное звено из шести бойцов. Позднее на основе сотни возник уже курень, который в разные периоды деятельности насчитывал в своём составе от двух до пяти сотен «Месники-1», «Месники-2», «Месники-3», «Месники-4», «Месники-5». Осенью 1944 — зимой 1945 года подчинённые «Зализняка» пополняли личный состав в украинских сёлах Любачувского повята.
С образованием 27-го тактического отдела «Бастион» подразделение Шпонтака стало его основной боевой единицей. По данным польского исследователя Веслава Шота, в состав ТО-27 «Бастион» также входили отдельная сотня «Брыля», которая прибыла на Закерзонья в 1946 году из Украины и насчитывала более 80 повстанцев, и сотня «Сагайдачного», которая насчитывала более 60 повстанцев, а в целом силы отделов УПА составляли более 560 воинов, из которых 420 — собственно личный состав куреня «Месники».

## Боевой путь

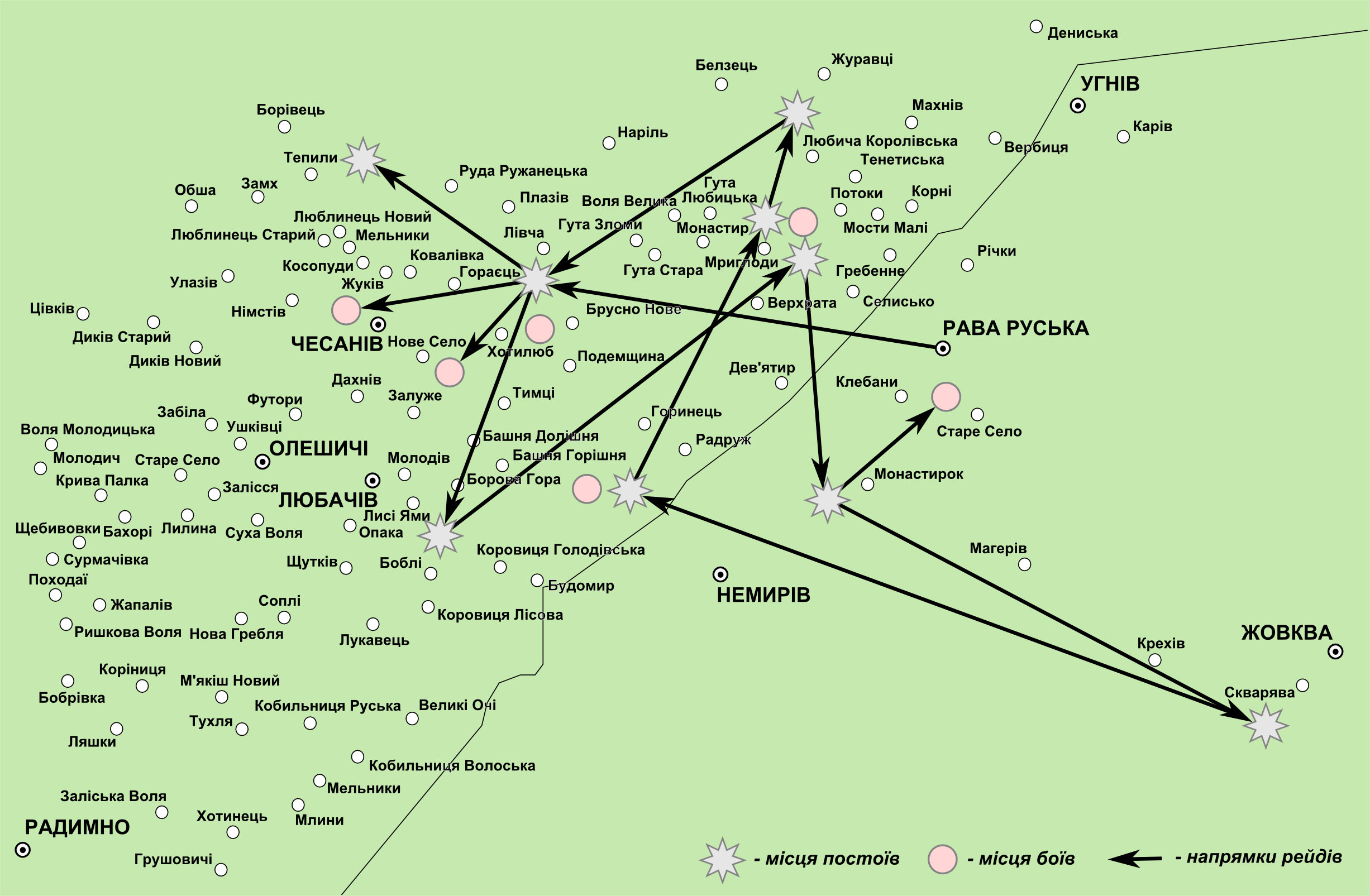
Карта-схема рейдов и боёв сотни «Зализняка» в 1944 году

В период организации и обучения сотни произошло несколько стычек с советскими и польскими партизанами. При необъяснимых обстоятельствах погибло несколько (по другим данным около десятка) мирных жителей села Гораец польской национальности. Авторы некоторых исследований обвиняют в этом сотню «Зализняка».
Первая запланированная и проведённая операция этим подразделением УПА произошла 19 апреля 1944 года в селе Рудка, где было убито 58 поляков. Мотивом для расправы послужил «польский донос», на основании которого 11 февраля 1944 немцами были арестованы и расстреляны 3 члена ОУН. 25 апреля этот же отряд уничтожил Вульку-Кровицкую, где было убито 9 поляков. 4 мая, Шпонтак вместе с повятовой боевкой ОУН организовал атаку на Цешанув, в результате чего погибло около 20 поляков и было подожжено около 120 домов. Сотня «Месники» несёт ответственность за гибель пяти поляков из Хотилюбы в апреле и в Ковалёвке, где в результате двух нападений, совершённых 30 апреля и 7 мая, погибло 10 и 27 человек. 
15 мая 1944 года у Нового Села сотня «Зализянка» атаковала немецкое подразделение из 250 бойцов калмыцкого корпуса. После часового боя калмыки отступили. Националисты взяли трофеи в виде оружия (несколько автоматов и винтовок, и пулемёт MG-42) и большого боекомплекта к нему. В последующие дни партизаны «Зализняка» устраивали засады на дорогах на мелкие тыловые подразделения и отдельных немецких солдат с целью захвата оружия. В ночь с 28 на 29 мая немцы перешли к антипартизанской операции против сотни «Зализянка». Тогда у села Смолин сотня была застигнута врасплох подразделением шуцполиции. В бою уповцы понесли большие потери. 25 партизан были убиты, 15 были взяты в плен. 
В июле 1944 года сотня «Зализняка» укрылась в лесах Жолковского района Львовщины, ожидая перехода линии фронта. За это время партизанами было убито 5 человек, в том числе две женщины-радистки Армии Крайовой и офицер Красной Армии.
Осенью 1944 года сотня возвращается на Любачувщину, где «Месники» снова развили большую активность, что вызвало к ним повышенный интерес НКВД. Для борьбы с ними выделялись 98-й и 333-й пограничные полки 64-й дивизии НКВД, а также прибыл бронепоезд № 42 с десантной группой.
В сентябре 1944 Шпонтаку присвоили звание хорунжего УПА с датой старшинства от 1.10.1944 г.
Рубеж 1944—1945 годов «Зализняк» провёл со своим отрядом в районе села Верхрата. В ноябре 1944 под командованием Шпонтака была сформирована сотня «Месники-1». Зимой 1945 года его отряд снова ощутимо увеличился. Это было результатом наплыва добровольцев из окрестностей, вследствие массовой мобилизации местных украинцев в Красную Армию, начала депортации украинского населения в СССР и террора НКВД. Поэтому к весне 1945 года «Зализняк» сформировал ещё две сотни («Месники-2» и «Месники-3»), таким образом увеличив их численность до куреня.
2-3 марта 1945 курень «Месники» противостоял атаке войск НКВД близ сёл Мриглоды и Грушка. Бой закончился поражением повстанцев. Всего со стороны УПА погибло 62 солдат сотни «Месники-II» 37 под Мриглодом и 24 под Грушкой. Их тела собрали местные жители и захоронили в урочище Монастырь на месте развалин василианского монастыря. Вышедший на помощь из Гуты Любицкой отряд УПА был рассеян. Потери Советов население оценивало — судя по количеству отправленных с места боя — 120 убитыми и 150 ранеными. В бою погиб и командир облавы на уповцев — старший лейтенант Александр Колпащиков. В это же время польские войска, держащие тыл на западе, одновременно нанесли удар по Старой Гуте и Верхрате. В Гуте они убили 11 мирных украинцев и сожгли несколько домов, в Верхрате сожгли 40 домов, убили 8 человек.
21 марта 1945 г. подразделения Войска Польского при поддержке польской коммунистической милиции провели пацификацию сёл Новый Люблинец и Старый Люблинец. Погибло около 90 мирных украинцев, большая часть построек сгорела. После этого события «Зализняк» отправил сотню в эти сёла с задачей защитить оставшихся жителей. 23 марта 1945 г. поляки снова атаковали эти два села, но на этот раз попали в засаду УПА и не смогли войти в них. В результате многодневных боёв погибли 12 бойцов Войска Польского.
В ночь с 27 на 28 марта 1945 курень «Зализняка» совершил концентрированный удар почти по всем милицейским отделениям в Любачувском и Ярославском повятах, ликвидировав 18 из них. Тогда же были сожжены польские сёла Гребля, Молодич, Воля Молодицкая, Старое Село. В результате этих атак было убито 30 милиционеров и 46 гражданских лиц. После этого в восточной части Любачевского повята на некоторое время фактически не осталось польской власти. Местные структуры ОУН (б) ввели тут собственную администрацию, назначали сельских старост, собирали продразвёрстку и следили за соблюдением порядка. Реакция польской стороны последовала незамедлительно — с 10 по 14 апреля в результате контратаки последовали тяжёлые бои между УПА и подразделениями польской милиции, в результате около 50 человек с обеих сторон были убиты.
Рано утром 17 апреля 1945 года курень «Зализняка» устроил бойню в селе Вёнзовница в результате чего было сожжена половина села и убито около 100 поляков, в основном мирные жители, в том числе 20 женщин и 20 детей. В их число вошли и 4 солдата Войска Польского, прибывшего позже на помощь. Мотивом для расправы послужила месть за бойню в Горайце.
С осени 1945 курень «Зализняка» ведёт упорную борьбу против принудительного выселения украинцев из Любачувщины в УССР. Так, 15 сентября сотня «Месники-3» разгромила железнодорожную станцию и переселенческую комиссию в городе Олешице. В тот же день эта же сотня совместно с сотней «Месники-1» проделала то же самое в Новой Гребле. 22 ноября сотня «Месники-2» уничтожила железнодорожный мост в Сурохуве. Польские коммунистические власти в долгу не остались. На борьбу с «Месниками» прибыла 3-я дивизия Войска Польского. Ликвидация бандеровцев сопровождалась депортацией населения украинских сёл вглубь Польши. Здесь обкатывалась будущая операция «Висла».
В январе 1946 командир ВО-6 «Сан» Мирослав Онышкевич рекомендовал Главному Войсковому штабу УПА присвоить Шпонтаку звание майора, а в мае, не дожидаясь ответа, повысил его до подполковника; ГВШ в августе окончательно признал за ним степень сотника с датой старшинства от 22.01.1946 г.
По воспоминаниям бывших бойцов куреня, в конце декабря 1946 сотня «Месники-1» атаковала Тарногород, предварительно выставив заставы на въездных дорогах и ключевых точках населённого пункта и прервав телефонное сообщение с городом. Повстанцы пополнили запасы продовольствия и сигарет в местном магазине и лекарств, медикаментов и перевязочных материалов в аптеке, оставив руководителям справки о конфискации на нужды УПА, а затем беспрепятственно отступили. Местный отдел милиции, имевший связи с польским антикоммунистическим подпольем организации «Воля и Независимость» (WiN), сопротивления не оказывал.
Весной 1947 года по приказу командования «Зализняк» демобилизовал часть бойцов и перевёз их на возвращённые земли. Летом 1947 года все части этого подразделения понесли тяжёлые потери в боях в ходе операции «Висла». В конце августа 1947 года с согласия командующего военного округа «Сан» Мирослава Онышкевича было принято решение о роспуске украинских вооружённых формирований и подразделений на Закерзонье. На территории деятельности 27 Тактического отдела «Бастион» такое распоряжение командирам сотен куреня «Месники» выдал лично надрайонный проводник Николай Радейко-«Крым».
В дальнейшем пути бойцов подразделения разошлись. Повстанцы, которые решили продолжать борьбу дальше, прорывались на территорию Советской Украины. Другие же, наоборот, решили пробиваться в зоны оккупации западных союзников.
Командир сотни «Месники-1» Григорий Мазур-«Калинович» был арестован чехами при переходе границы и передан полякам. Его осудили и расстреляли в Варшаве в апреле 1949 года. 5 сентября 1947 года в бункере у села Верхрата застрелили заместителя Шпонтака — хорунжего Ивана Шиманского-«Шума». Сам «Зализняк» отправился к родителям в Словакию, где спокойно жил до конца пятидесятых годов. Его опознали спецслужбы Чехословакии и выдали Польше, где после громкого процесса приговорили к пожизненному заключению (вышел на свободу в 1981 году).